# David Gale
David Gale (New York, 13 dicembre 1921 – Berkeley, 7 marzo 2008) è stato un matematico ed economista statunitense.
È stato professore emerito presso l'Università della California - Berkeley, affiliato ai dipartimenti di matematica, economia, ingegneria industriale e ricerca operativa. Ha contribuito ai campi dell'economia matematica, della teoria dei giochi e dell'analisi convessa.
Gale ha conseguito la laurea presso lo Swarthmore College, un master presso l'Università del Michigan nel 1947 e il dottorato di ricerca in Matematica alla Università di Princeton nel 1949. Ha insegnato alla Università Brown dal 1950 al 1965 e poi è entrato all'Università di Berkeley.
Gale ha vissuto a Berkeley, e a Parigi, in Francia, con la sua compagna Sandra Gilbert, studiosa di lettere e poetessa femminista. Era padre di tre figlie e nonno di due nipoti.

## Contributo
I contributi di Gale all'economia matematica includono una prima dimostrazione dell'esistenza dell'equilibrio competitivo, la sua soluzione del problema n-dimensionale di Ramsey, nella teoria della crescita economica ottimale.
Gale e F.M. Stewart hanno avviato lo studio di giochi infiniti con informazioni perfette. Questo lavoro ha portato a contributi fondamentali alla logica matematica.
Gale è l'inventore del gioco di Bridg-It (noto anche come "Gioco di Gale") e Chomp.
Gale ha svolto un ruolo fondamentale nello sviluppo della teoria della programmazione lineare e delle disuguaglianze lineari. Il suo classico libro del 1960 The Theory of Linear Economic Models continua ad essere un riferimento standard per quest'area.
La trasformazione Gale è un'involuzione su insiemi di punti nello spazio proiettivo. Il concetto è importante nell'ottimizzazione, nella teoria dei codici e nella geometria algebrica.
L'articolo di Gale del 1962 con Lloyd Shapley sul problema del matrimonio stabile fornisce la prima dichiarazione formale e la prova di un problema che ha implicazioni di vasta portata in molti mercati di corrispondenza. Il risultante algoritmo Gale-Shapley è attualmente applicato nei sistemi scolastici pubblici di New York e Boston per l'assegnazione degli studenti alle scuole. Nel 2012 il Premio Nobel per l'economia è stato assegnato a Shapley per questo lavoro.
Gale ha scritto una colonna "Mathematical Entertainments" per The Mathematical Intelligencer dal 1991 al 1997. Il libro Tracking the Automatic Ant raccoglie queste colonne.
Nel 2004 Gale ha sviluppato MathSite, un sito web pedagogico che utilizza mostre interattive per illustrare importanti idee matematiche. MathSite ha vinto nel 2007 il Pirelli Internetional Award for Science Communication in Mathematics.

## Premi e riconoscimenti
- Procter Fellow, Università di Princeton, 1948
- Fulbright Research Fellowship, 1953–54
- Guggenheim Fellow, 1962–63, 1981
- Membro dell'Econometric Society, 1965
- Miller Professor, 1971-1972
- Membro del Center for Advanced Study in Behavioral Sciences, 1975-76
- Membro dell'Accademia americana delle arti e delle scienze, 1978
- Premio Lester Ford, 1979-1980
- John von Neumann Theory Prize, 1980
- Membro, Accademia Nazionale delle Scienze, 1983
- 2002 classe di borsisti dell'Istituto per la ricerca operativa e le scienze gestionali[2]
- Premio Pirelli Internetional Science Communication of Mathematics, 2007
- Premio Golden Goose, 2013[3]

## Pubblicazioni selezionate
- Giochi infiniti con informazioni perfette (con FM Stewart). Annals of Mathematics 28 (1953), pagg. 245–266.
- La legge della domanda e dell'offerta. Mathematica Scandinavica 3 (1955), pagg. 33–44.
- Vertici adiacenti su un poliedro convesso, in " Linear Inequality and Related Systems " (HW Kuhn e AW Tucker, eds. ), Annals of Mathematical Studies 38, 255-263, Princeton Univ. Stampa, 1956.
- La teoria dei modelli economici lineari . McGraw-Hill, New York, 1960.
- Ammissioni al college e stabilità del matrimonio (con LS Shapley). American Mathematical Monthly 69 (1962), pagg. 9-15.
- Una nota sull'instabilità globale dell'equilibrio competitivo.Naval Research Logistics Quarterly 10 (1963), pagg. 81–87.
- La matrice Jacobiana e l'univalenza globale delle mappature (con H. Nikaido). Mathematische Annalen 2 (1965), pagg. 81–93.
- Sullo sviluppo ottimale in un'economia multisettoriale. The Review of Economic Studies 34 (1967), pagg. 1–18.
- Puro equilibrio di scambio di modelli economici dinamici. Journal of Economic Theory 6 (1973), pagg. 12–26.
- Un curioso gioco di tipo nim. American Mathematical Monthly 81 (1974), pagg. 876–879.
- Il gioco di Hex e il teorema di punto fisso di Brouwer . American Mathematical Monthly 86 (1979), pagg. 818–827.
- La struttura strategica dei mercati di corrispondenza bilaterale (con G. Demange). Econometrica 53, n. 4 (1985), pagg. 873–888.
- Inseguendo la formica automatica. E altre esplorazioni matematiche. Una raccolta di colonne Mathematical Entertainment da The Mathematical Intelligencer . Springer-Verlag, New York, 1998, pagg. Xii + 241.